# نیک هربرت (فیزیکدان)
 نیک هربرت (انگلیسی: Nick Herbert؛ زاده ۷ سپتامبر ۱۹۳۶) یک فیزیک‌دان اهل ایالات متحده آمریکا است.